# Chaos;Head
Chaos;Head (яп. カオスヘッド, Каосу Хеддо) — японська гра, манґа, аніме в жанрі візуальна новела, розроблена студіями 5pb. та Nitroplus і випущена 25 квітня 2008 на PC. Перша в серії Science Adventure. Гра містить сцени надзвичайної жорстокості, а також елементи психології та наукової фантастики. Порт гри з додатковим контентом, що включає в себе додаткові кінцівки, CG, сюжетні деталі, Chaos;Head Noah (яп. カオスヘッドノア, Каосу Хеддо Ноа) для консолі Xbox 360 вийшов 26 февраля 2009. Гра розповідає про студента старших класів Такумі Нішіджьо, який, якось повертаючись додому, стає свідком жорстокого вбивства. Пізніше в цьому районі відбуваються ще загадкові події, що супроводжуються новими вбивствами. Такумі намагається впоратися з реальністю та ілюзіями, що його переслідують, і ховається від злочинця, який стоїть за серією вбивств. На основі сюжету гри створено однойменну мангу та аніме.

## Ігровий процес

Скриншот, на якому Такумі розмовляє із Кодзуе. Вгорі екрану видно зелені та червоні позначки перемикача ілюзій.

У грі Chaos;Head використовується оригінальна система вибору, звана «перемикач ілюзій» (яп. 妄想トリガー, мо:со: торіга:). Система полягає в психологічному стані героя. На екрані можна побачити дві позначки: зелену та червону. Зелена (шизофренія) розташована у лівому верхньому кутку екрану, а червона (параноя) — у правому верхньому. Третя позначка прозора (не видно на екрані) та вибрана за замовчуванням. Гравець має право вибирати між зеленою та червоною позначками або ж ігнорувати їх. З вибором можна визначитись протягом кількох екранів тексту від появи перемикача до події. В результаті гравець може вибирати тип галюцинацій, які бачитиме герой. Зелена позначка часто призводить до радісних або смішних сцен з елементами фансервісу, червона, у свою чергу, може викликати сцени надзвичайної жорстокості та насильства. Якщо гравець не зробив вибір, персонаж залишиться у реальному світі. Також іноді доводиться відповідати на запитання (так/ні).

## Сюжет
Історія Chaos;Head відбувається в Шібуї 2008 року і розвиваються навколо Такумі Нішіджьо, учня середніх класів приватної Академії Суймей. Дивні та жорстокі вбивства відбуваються в районі Шібуї, названі «Божевіллям Нового Покоління» (яп. ニュージェネレーションの狂気) . Події історії беруть початок 28 вересня, коли Такумі розмовляє онлайн з другом на ім'я Ґрим (яп. グリム, Ґуріму). Він намагається якнайшвидше повідомити останні події «Нового покоління», але Такумі не цікавиться місцевими чи міжнародними новинами. Людина на ім'я Шьогун (яп. 将軍)将軍) приєднується до чату в середині розмови. Після цього Ґрім залишає чат, і Шьогун починає говорити. Він говорить дуже загадковими та заплутаними реченнями, через що Такумі починає нервувати. Потім Шьогун відсилає йому купу посилань із фотографіями: на одній із них зображене жорстоке вбивство людини, прибитої хрестоподібними кілками до стіни.
Наступного дня Такумі бачить справжню сцену вбивства. Таємнича дівчина з рожевим волоссям в кінці провулку прибиває чоловіка кілками до стіни. Такумі розуміє, що він є свідком жорстокого вбивства, фото якого він бачив напередодні. Переконаний, що дівчина так чи інакше пов'язана з Шьогуном, Такумі намагається уникати подій, пов'язаних з Новим Поколінням. Однак він був свідком злочину, через що ним незабаром зацікавилась поліція.
Поліція підозрює його, але Такумі переконаний, що він є жертвою Шьогуна. Такумі виявляється у якійсь спіралі параної та нерозуміння. Він відчайдушно намагається убезпечити себе та з'ясувати, чому є жертвою. Зрештою, він пов'язується з іншими людьми, залученими до минулих подій, у тому числі з дівчиною, яка вчинила вбивство. Він уже не впевнений, де закінчується реальність і кому можна довіряти. Він втягнутий у масштабну і, здавалося б, неможливу схему, план якої прихований за лаштунками містичної компанії NOZOMI Group.

### Оточення
Chaos;Head в першу чергу відбувається в Шібуї, Токіо. Багато сцен відбуваються в реально існуючих місцях Шібуя, це і великі скупчення пішоходів і фасади різних будівель, хоча їх назви були змінені. Назви деяких відомих інтернет сайтів, таких як Вікіпедія, 2channel, YouTube, Google і Yahoo!, так само змінені в грі, щоб уникнути конфліктів з приводу товарних знаків і як жарти: We-Key Pedophilia, @-channel, MewTube, Deluoode, та Taboo!.

### Термінологія
- GE rate (від Gravitational Error Rate) — «рівень гравітаційних аномалій». За сюжетом впливає на поведінку людей. Надзвичайно високий у Шібуї, штучно підвищується компанією NOZOMI під час масових зборів (свята, вибори) та землетрусів. Цікавий факт, що NOZOMI щотижня (точніше кожні вихідні) підвищували GE rate продаж популярних і обожнюваних у Шібуї Геро-жаб (gerro-foggy). Можливо в їхній назві таїться їхнє призначення — g-gravitational, ero — error.
- Гігало-маніяк — людина, яка може перетворювати власні ілюзії на реальність (за допомогою процесу, що називається real-boot) та бачити ілюзії інших гігало-маніяків. Мають Di-Sword'и, які також є їх ілюзіями. Геньічі Норосе створював пристрій Noah II, що має здібності гігало-маніяків.
- Di-Sword — меч, зброя гігало-маніяків, які отримують його в період сильної емоційної напруги.
- Noah II — машина, що таємно створюється компанією NOZOMI. Вона могла викликати у людей реалістичні ілюзії, по суті, керувати ними (змова деяких членів комітету 300 для створення антиутопії та отримання влади). Геньічі Норосе доводив її необхідність для спонсорів тим, що вона може допомогти їх політичній кампанії. Під час створення цієї машини ставилися експерименти над гігало-маніяками. Наступні випробування були пов'язані із землетрусами в Шібуї.
- «Божевілля Нового Покоління» (New Generation madness, NewGen) — назва, яка була дана в пресі серії загадкових смертей, що сталися в Шібуї. До них відносять:

- «Груповий стрибок»: п'ятеро людей скинулися, тримаючись за руки, з висотної будівлі. Згодом було опубліковано підроблене відео цього інциденту. Серед загиблих була Міа Кусунокі — сестра Юа Кусунокі. Усі сім'ї загиблих, крім родини Кусунокі, активно спілкувалися з пресою та заявляли, що причин для самогубства їхні діти не мали.
- «Вагітний»: у тіло чоловіка була зашита недоношена дитина. Згодом з'ясувалося, що це дитина Мамору Суви та Хадзукі Сини, яка й скоїла злочин за наказом керівництва «Церкви Божественного Світла».
- «Приколювання»: 56-річний професор Університету Тото Ота Хісаші був задушений і приколотий до стіни нежитлового будинку загостреними хрестами. Його свідком був Такумі. Це вбивство — перше в сюжеті гри \ аніме \ манги, тоді як попередні два були скоєні до початку подій, що там описуються.
- «Будинок вампіра»: невідомий був убитий жорстоким чином (з нього немов висмоктали більшу частину крові), його шкіра позеленіла, а на стіні залишено напис «Ці очі, чиї ж вони?» (яп. その目だれの目?, Соно ме даре но ме?). Фотографію жертви було розміщено на онлайн-аукціоні користувачем під ніком «Вампір».
- «Без мізків»: жертва — Фуміо Такасіна, лікар-психіатр, який лікував колись Такумі Нісідзе. Його мозок був витягнутий предметом, схожим на ложку, коли він був ще живий. Вбивця — Хадзукі Сіна.
- «Смачна рука»: жінка була знайдена мертвою, при цьому її права рука була позбавлена плоті, а в шлунку знайдено сліди м'яса. Незадовго до цього вбивства Геньічі Норосе надіслав Такумі відрубану праву кисть його сестри, Нанамі, з подарованим браслетом та мобільним телефоном. Цей інцидент, а також слова Шьогуна про те, що рука могла належати не Нанамі, хибно запевнили в цьому Такумі.
- «DQN»: троє молодих чоловіків були знайдені вбитими (вони були ніби розірвані навпіл і пошиті знову). На їхніх лобах були вирізані літери DQN (скорочення від delinquent — «відкидання, відщепенець»). Жертви — хулігани, які заплатили за знущання, побиття Такумі.

## Персонажі

### Основні
Такумі Нішіджьо (яп. 西條 拓巳, Нішіджьо: Такумі) — головний герой серії. Він «ще не хікікоморі, але близький до цього», за його власним зізнанням. Школу відвідує 2-3 рази на тиждень лише для того, щоб його не виключили. Він часто зазначає, що не зацікавлений у дівчатах у тривимірному просторі і за будь-якої нагоди уникає розмов з іншими людьми. Він воліє дивитися аніме, грати в ероге и багатокористувацькі онлайнові рольові ігри. Він студент другого курсу Академії Суімей (яп. 翠明学園 Suimei Gakuen). Насправді він є ілюзією, створеною Шьогуном за півтора роки до зображених подій для того, щоб зупинити компанію NOZOMI Group. Пізніше він мав померти, бо Такумі та Шьогун не можуть існувати разом.
Сейю: Хіроюкі Йошіно
Рімі Сакіхата (яп. 咲畑 梨深, Сакіхата Рімі) — таємнича дівчина з рожевим волоссям, яку Такумі зустрів на місці злочину на шляху додому. Рімі була одягнена в уніформу Академії Суймей і відразу впізнала Нішіджьо. Пізніше у класі вона стверджує, що є його подругою з першого року навчання, але Такумі не може цього згадати. Також вона не розуміє, чому Такумі вважає, що бачив її на місці злочину. Спочатку прикидається звичайною дівчиною, але пізніше їй доводиться розкрити себе через Сену. Була піддослідною Геньічі, доки її не врятував Шьогун. Вона мала допомогти Такумі знищити корпорацію, а потім убити й самого Такумі, але потім закохалася у нього.
Сейю: Ері Кітамура
Нанамі Нішіджьо (яп. 西條 七海, Нішіджьо: Нанамі) — молодша сестра Такумі та студентка першого курсу Академії Суймей. Вона часто терпить вибрики Такумі і постійно сперечається з ним під час зустрічі, але насправді турбується за свого брата. Через знущання Геньічі у неї з'являється свій Ді-Меч. Насправді є сестрою Шьогуна, який змінив реальність і змусив її про це забути.
Сейю: Уй Міядзакі
Аясе Кішімото (яп. 岸本 あやせ, Кішімото Аясе) — вдень студентка другого курсу Академії Суймей, а вночі — вокалістка популярного інді-рок гурту «Фантазм» (яп. ファンタズム, Fantazumu). Її сценічне ім'я FES. Її пісні описують події останніх вбивств, що змушує поліцію підозрювати їх у злочинах. Вона (як FES) також згадується в Steins;Gate. Її Ді-Меч виник через те, що над нею проводили досліди (прив'язали до стільця і крапали водою). Є однією з найсильніших володарок Ді-Меча.
Сейю: Юї Сакакібара
Юа Кусунокі (яп. 楠 優愛, Кусунокі Юа) — студентка третього курсу Академії Суймей. Сестра-близнючка однієї з загиблих під час групового самогубства, яку вважають одним із злочинів «Нового Покоління». Тому вона проводить власне розслідування цих подій. Вона переслідувала Такумі, але потім потоваришувала з ним. Проте Юа, як стало зрозуміло пізніше, підозрювала Такумі у вбивствах «Нового Покоління» і заявила, що має дар ясновидіння і множинну особистість.
Сейю: Тіакі Такахаші
Сена Аой (яп. 蒼井 セナ, Аой Сена) — студентка третього курсу Академії Суймей. Такумі зустрічає її вперше на шляху додому. Вона часто зустрічається йому в Шібуї, ходить із довгим Ді-Мечем і любить морозиво блакитного кольору. Її батько був співробітником NOZOMI Group, проводив досліди над її матір'ю та новонародженою сестрою, через що дитина загинула, а мати збожеволіла і незабаром померла. Хоче помститися своєму батькові.
Сейю: Хітомі Набатаме
Кодзуе Оріхара (яп. 折原 梢, Оріхара Кодзуе) — нова студентка другого курсу Академії Суймей. Над нею знущалися в школі, через що вона не говорить, але володіє телепатією. Вона називає себе Kozupii.
Сейю — Аюмі Цуджі
Шьогун (яп. 将軍, Шьо:гун) — загадкова людина, яку Такумі зустрічає в чаті. Він посилає фото із злочинами Нового Покоління, рівняння fun^10xint^40=Ir2 та фразу «Ці очі, чиї ж вони?», яку Такумі часто повторює. Після цього у Такумі починається параноя: він вважає, що Шьоегун переслідує його і хоче вбити. Фактично є реальним Нішіджьо Такумі. Страждає прогерією.
Сейю: Цубаса Йонага

### Другорядні
Ґрім (яп. グリム, Ґуріму) — інтернет друг Такумі, з яким той щодня спілкується у чаті. Він часто закликає Такумі бути більш мужнім у тривимірному світі, а також підтримує його протягом усіх випробувань. Він цікавиться злочинами Нового Покоління та передає Такумі всі подробиці жорстоких убивств. Його інтереси схожі з Такумі: аніме, манґа та ігри. Пізніше він часто використовує вираз: Ці очі, чиї ж вони? — Ця фраза серйозно турбує Такумі. Пізніше з'ясувалося, що Ґрім — це Хадзукі Шіно (яп. 志乃 葉月, Шіно Хадзукі), основна вбивця Нового покоління. Вона була помічницею старого лікаря Такумі, Фуміо Такашіни (яп. 高科 史男, Такашіна Фуміо), та членом «Церкви Божественного Світла», що має зв'язки з NOZOMI Group. Як мінімум три вбивства були скоєні нею: вбивство доктора Оти, який порушував проблеми «GE rate» (саме його засвідчив Такумі), вбивство доктора Такашіни (витяг мозку), вбивство токійського студента (Хадзукі самостійно провела собі кесарів розтин і зашила свою недоношену дитину, зачату від Мамору Суви, в живіт жертви).
Орджел Сейра (яп. 星来 オルジェル, Сейра Оруджеру) — головна героїня аніме Blood Tunes the Animation та улюблена персонажка Такумі. Іноді вона з'являється в уяві Такумі, намагаючись убезпечити його від реальності. Підтримує його у різних ситуаціях і допомагає зрозуміти той чи інший факт. Її марна поява — прояв слабкостей Такумі, судячи з голосу.
Сейю: Акане Томонага
Дайсуке Місумі (яп. 三住 大輔, Місумі Дайсуке) — єдиний друг Такумі у його класі. Привабливий хлопець, має великий успіх серед дівчат зі школи.
Сейю : Дайсуке Оно
Ясуджі Бан (яп. 判 安二, Бан Ясуджі) — детектив Департаменту поліції Токіо з розслідування кримінальних справ. Спочатку підозрює Такумі у вбивстві Нового Покоління, але під час розслідування з'ясовується, що за цим може стояти компанія NOZOMI Group та релігійний культ.
Сейю: Каджуя Ітіджо
Мамору Сува (яп. 諏訪 護, Сува Мамору) — детектив Департаменту поліції Токіо з розслідування кримінальних справ. Помічник та друг Бана. Його хобі — перегляд фільмів, особливо Spark Wars (пародія на «Зоряні війни»). Він полягає у культі «Церкви Божественного Світла» та в NOZOMI Group. Намагається зупинити Такумі, який знову набув здібності Гігаломаньяка. Убитий у боротьбі з Такумі, пронизаний власною зброєю.
Сейю: Макото Ясумура
Іссей Хатано (яп. 波多野 一成, Хатано Іссей) — батько Аой Сени, співробітник NOZOMI. Залучив свою дружину (її ім'я не називається, але відомо, що її дошлюбне прізвище — Аой) до випробувань Noah II. Так, при запуску Noah II незабаром після народження сестри Сени, Мани, жінці вселялося, що її чоловік поїхав на заробітки, а сама вона живе з дочкою. Насправді ж Мана померла через місяць після народження, тоді ж батько безуспішно просив у керівництва NOZOMI призупинити випробування. Експеримент закінчився за два роки, під час яких мати дивилася на муміфіковане тіло доньки, не розуміючи цього. Прокинувшись, вона збожеволіла, на очах у Сени почала пожирати немовля, битися головою об стіну, а потім скоїла самогубство, встромивши собі в очі кухонний ніж. Батько зник безвісти, ведучи бродяжницький спосіб життя. Кілька разів зустрічався з Козуе та Сеною під час гри \ аніме \ манґи. Був вбитий кулею Мамору Суви.
Сейю: Кенджі Хамада
Кацуко Момосе (яп. 百瀬 克子, Момосе Кацуко) — голова детективної агенції. Вона і Ясуджі Бан — старі друзі, які часто обговорюють хід розслідування справи NewGen.
Сейю: Куджіра
Геньічі Норосе (яп. 野呂瀬 玄一, Норосе Геньічі) — президент NOZOMI Technology Group. Його роль зберігається в таємниці протягом більшої частини історії, доки він не показав себе в ролі головного антагоніста. Норосе творець пристрою Ной II, здатного маніпулювати мозковими хвилями і викликати параною, яку всі сприймають за реальність. Він збирав людей із особливими психічними силами, зокрема дітей, для виконання своїх задумів.
Сейю: Кента Міяке

## Медіа

### Манґа
Перша манґа-адаптація була випущена 21 травня 2008 журналом Dengeki Daioh, друга (Chaos; Head -Blue Complex-) розповідає про Сену Аой і Кодзуе Оріхару («Monthly Comic Alive», 26 серпня 2008), і є альтернативною історією, яка доповнює гру. Третя адаптація, Chaos;Head H (яп. かおすへっどH, Kaosu Heddo H), почала випускатися 23 вересня 2008 року журналом Comic Rush.

### Аніме
Аніме Chaos;Head (Хаос;Вершина) студії Madhouse почало транслюватися 9 жовтня 2008 року.